# Suceso Portales
María Suceso Portales Casamar (Zahínos, Badajoz, (4 de marzo de 1904) fue una anarcofeminista extremeña. Se destacó por haber participado en Mujeres Libres, una organización dedicada a la liberación de las mujeres, principalmente en la revista homónima.  Además militaba en Juventudes Libertarias y en la Confederación Nacional del Trabajo (CNT).

## Biografía y activista anarcofemenina
Trabajó como modista y desde 1934 estuvo activa en el movimiento anarcosindicalista. En 1936 colaboró en el proceso de la colectivización, participando del periódico Mujeres Libres. Cuando estalló la Guerra Civil Española se trasladó a Guadalajara (España), donde fue propagandista y asesora de los campesinos. Portales consideraba a la guerra como «un momento de doble ruptura: de la erradicación del "privilegio de clase" y de la supremacía de la "civilización masculina"». El 20 de agosto de 1937 participó en el I Congreso de Mujeres Anarquistas Confederadas y en la organización de la Granja-Escuela Sant Gervasi. En octubre también participó en la Conferencia Nacional de Mujeres Libres en Barcelona.
Se destacó la participación de Suceso Portales dentro de la prensa, en el periódico de la agrupación, donde escribió un artículo titulado «Necesitamos una moral para los dos sexos», donde plasma a los ideales de Mujeres Libres. Entre sus frases feministas, Suceso Portales llegó a expresar en una de sus editoriales del periódico:

«(...) Dos cosas empiezan a desplomarse en el mundo por inicuas: el privilegio de la clase que fundó la civilización del parasitismo, de donde nació el monstruo de la guerra, y el privilegio del sexo macho, que convirtió a la mitad del género humano en seres autónomos y a la otra mitad en seres esclavos, creando un tipo de civilización unisexual: la civilización masculina, que es la civilización de la fuerza y que ha producido el fracaso moral a través de los siglos. (...)»
Suceso Portales, Mujeres Libres, núm. 9, julio de 1937.

El fin de la guerra en 1939 la cogió en el puerto de Alicante, de donde consiguió huir junto a otras 183 personas a Gran Bretaña a bordo del Galatea, pensando que meses más tarde se reanudaría la confrontación en España. Se estableció un tiempo en el hogar de la familia Peggy Spencer, en Londres, donde participó en diversas publicaciones libertarias y contactó con los resistentes del interior. En Londres participó en todas las manifestaciones que se organizaban contra el régimen franquista (entre ellas las visitas de los ministros Fernando María Castiella en 1960 y Manuel Fraga Iribarne en 1963). En 1962 contactó con antiguas compañeras libertarias exiliadas en Francia y volvieron a editar el periódico Mujeres Libres, portavoz de la Federación del Movimiento Libertario Español en el exilio; lanzaron la edición especial, denominada Mujeres Libres en el Exilio. En 1972 se instaló en Montady, cerca de Béziers, donde vivía Sara Berenguer, y se encargó de la edición de la revista hasta 1976.
Durante la transición democrática, tras la muerte de Francisco Franco, volvió a España y organizó, junto a Saturnino Mauricio, la CNT. Hacia los años 1980 se instaló en Novelda. Colaboró en la reconstrucción de Mujeres Libres. El último acto en el que participó fue en 1996, en el 60.º aniversario de la fundación de Mujeres Libres. Finalmente se mudó a Sevilla, donde murió, a los 94 años.